# 錢惟濟
錢惟濟（978年—1032年），字巖夫，錢塘（今浙江杭州）人。

## 生平
随父降宋，与兄钱惟演皆为“西昆体诗人”。真宗時知絳潞二州，能斷案。仁宗時，知定州，累遷武昌軍節度觀察留後，知澶州，再知定州。明道元年十二月卒，年五十五。謚宣惠。有《玉季集》二十卷，早佚。有诗录入《西昆酬唱集》。

## 家族
父錢俶，吴越忠懿王。兄錢惟演。